# Почётные граждане Мелитополя
Почётный гражданин города Мелитополя — звание, присуждаемое за значительный вклад в развитие Мелитополя.

## История
Традиция присвоения почётного гражданства появилась в Российской империи в 1785 году после изданной Екатериной II Грамоты на права и выгоды городам Российской империи.
Сохранилось мало имён почётных граждан Мелитополя, получивших это звание до Октябрьской революции. Звание «Почётный гражданин» было упразднено декретом ВЦИК и СНК от 11 (24) ноября 1917 года «Об уничтожении сословий и гражданских чинов».
Возрождение звания произошло в 1967 году, вероятно, в честь 125-летия города. В советский период этого звания удостоились всего 7 человек.

## Присвоение звания
Положение «О присвоении звания „Почётный гражданин города Мелитополя“» гласит:

…Звание «Почётный гражданин города Мелитополя» присваивается за:
- весомый вклад в социально-культурное развитие города, активную патриотическую работу по воспитанию молодежи, особые заслуги перед городом в области промышленности, науки, культуры, образования, здравоохранения, спорта, строительства, коммунального хозяйства и благоустройства;
- большие достижения в профессиональной деятельности, которые способствовали дальнейшему развитию города, росту социально-экономического и научно-технического потенциала города;
- весомый вклад в развитие местного самоуправления;
- существенный вклад в защиту интересов города и горожан;
- миротворческую, благотворительную, милосердную, общественную деятельность на благо города и горожан…

Приложение к решению Мелитопольского городского совета от 30.09.2005 № 652 сессии IV созыва.
Оригинальный текст (укр.)
...Звання «Почесний громадянин міста Мелітополя» присвоюється за:
- вагомий внесок у соціально-культурний розвиток міста, активну патріотичну роботу по вихованню молоді, особливі заслуги перед містом у галузі промисловості, науки, культури, освіти, охорони здоров'я, спорту, будівництва, комунального господарства та благоустрою;
- великі досягнення в професійній діяльності, що сприяли подальшому розвитку міста, зростанню соціально-економічного і науково-технічного потенціалу міста;
- вагомий внесок у розвиток місцевого самоврядування;
- суттєвий внесок у захист інтересів міста та мешканців міста;
- миротворчу, благодійну, милосердну, громадську діяльність на благо міста та мешканців міста...

Додаток до рішення Мелітопольської міської ради від 30.09.2005 № 652 сесії IV скликання.

Звание присваивается с 1967 года. По состоянию на сентябрь 2012 года оно было присвоено 68 раз.
Решение о присвоении звания «почётный гражданин г. Мелитополь» принимается на сессии Мелитопольского городского совета. Гражданам, которым присвоено это звание, вручается удостоверение и нагрудный знак в День города Мелитополя.

## Список почётных граждан Мелитополя
Список составлен на основании экспозиции «Почётные граждане Мелитополя» в Мелитопольском краеведческом музее. Также даны ссылки на другие источники, освещающие биографии почётных граждан и присвоение им звания.
| Фамилия, Имя Отчество               | Годы жизни | Описание                                                                                             | Звание присвоено |
| ----------------------------------- | ---------- | --- | ---------------- |
| Романов, Василий Филиппович         | род. 1897  | Член КПСС с 1917 года, депутат горсовета, секретарь горисполкома                                     | 05.01.1967       |
| Бронзос, Константин Иванович        | 1890-1975  | Член КПСС с 1917 года, глава мелитопольского партийного комитета                                     | 05.01.1967       |
| Казарцев, Александр Игнатьевич      | 1901-1985  | Участник освобождения Мелитополя, Герой Советского Союза                                             | 17.10.1968       |
| Опрышко, Николай Александрович      | 1922-2006  | Герой Советского Союза, генерал-майор авиации, преподаватель МИМСХ                                   | 24.03.1988       |
| Грищенко, Дмитрий Ильич             | 1920-1998  | Директор завода им. 30-летия ВЛКСМ                                                                   | 24.03.1988       |
| Ахтырский, Владимир Степанович      | 1936-2003  | Бригадир гидроагрегатного завода, лауреат госпремии СССР                                             | 24.03.1988       |
| Бобров, Леонид Николаевич           | 1920-1998  | Герой Советского Союза                                                                               | 21.10.1993       |
| Батракова, Мария Степановна         | 1922-1997  | Участница ВОВ, Герой Советского Союза                                                                | 21.10.1993       |
| Белай, Евгений Денисович            |            | Участник освобождения Мелитополя                                                                     | 21.10.1993       |
| Гаврилов, Пётр Яковлевич            | 1912-1999  | Участник освобождения Мелитополя                                                                     | 21.10.1993       |
| Ивко, Фёдор Яковлевич               | род. 1920  | Участник освобождения Мелитополя                                                                     | 21.10.1993       |
| Элькин, Вениамин Яковлевич          | 1921-1996  | Участник ВОВ, преподаватель МГПИ                                                                     | 21.10.1993       |
| Карачун, Владимир Григорьевич       | 1914-1998  | Участник освобождения Мелитополя, лётчик, Герой Советского Союза                                     | 21.10.1993       |
| Карлов, Пётр Карлович               |            | Участник освобождения Мелитополя, разведчик                                                          | 21.10.1993       |
| Кондрашов, Василий Николаевич       | род. 1916  | Участник освобождения Мелитополя, сапёр                                                              | 21.10.1993       |
| Мандрыкин, Ефим Иванович            | 1915-1998  | Герой Советского Союза                                                                               | 21.10.1993       |
| Моргунов, Иван Иванович             | 1922-2010  | Участник освобождения Мелитополя                                                                     | 21.10.1993       |
| Назимок, Василий Петрович           | род. 1919  | Участник освобождения Мелитополя, артиллерист                                                        | 21.10.1993       |
| Симонов, Василий Петрович           | 1923-2009  | Участник освобождения Мелитополя                                                                     | 21.10.1993       |
| Скорый, Иван Антонович              | 1912-1980  | Участник освобождения Мелитополя, Герой Советского Союза                                             | 21.10.1993       |
| Тюленев, Фёдор Васильевич           | 1918-1997  | Участник освобождения Мелитополя, штурман, Герой Советского Союза                                    | 21.10.1993       |
| Фёдоров, Иван Васильевич            | 1920—2000  | Участник освобождения Мелитополя, лётчик, Герой Советского Союза                                     | 21.10.1993       |
| Шаронов, Михаил Александрович       |            | Участник освобождения Мелитополя, сапёр                                                              | 21.10.1993       |
| Черных, Василий Павлович            | 1918-2000  | Участник освобождения Мелитополя, связист, работник Моторного и «Автоцветлита»                       | 21.10.1993       |
| Головин, Анатолий Фёдорович         | 1929-2007  | Начальник локомотивного депо, депутат горсовета                                                      | 24.11.1994       |
| Полупан, Василий Прокопович         | 1920-2006  | Участник ВОВ, артиллерист, полный кавалер Ордена Славы                                               | 23.03.1995       |
| Потапов, Василий Абрамович          | 1918-1996  | Участник ВОВ, танкист, Герой Советского Союза                                                        | 23.03.1995       |
| Шередегин, Пётр Васильевич          | 1914-2002  | Участник ВОВ, сапёр, Герой Советского Союза                                                          | 23.03.1995       |
| Шермейстер, Леонид Юрьевич          | 1921-1995  | Участник ВОВ, композитор, преподаватель училища культуры                                             | 23.03.1995       |
| Мамаев, Иван Игнатьевич             | 1923-1997  | Директор НИИ орошаемого садоводства, Герой соц. труда, лауреат госпремии                             | 23.03.1995       |
| Лобачёв, Николай Гаврилович         | 1923—2015  | Участник ВОВ, Герой Советского Союза, преподаватель автомоторного техникума и СШ № 1                 | 23.03.1995       |
| Крейзер, Яков Григорьевич           | 1905-1969  | Участник ВОВ, командующий 51-й армией, Герой Советского Союза                                        |                  |
| Костин, Виктор Алексеевич           | 1927-2003  | Председатель горисполкома, первый секретарь горкома КПСС                                             | 15.10.1998       |
| Пальчик, Владислав Иосифович        | 1939-2009  | Лауреат госпремии СССР, заслуженный машиностроитель                                                  | 15.10.1998       |
| Решетняк, Александр Александрович   | род. 1938  | Начальник главного корпуса моторного завода, 1-й зам. главы горисполкома                             | 15.10.1998       |
| Голофаст, Николай Мефодиевич        | род. 1925  | Участник ВОВ, директор школы № 25                                                                    | 15.10.1998       |
| Мохов, Николай Владимирович         | 1917-2016  | Участник ВОВ, краевед                                                                                | 15.10.1998       |
| Брустинов, Лев Яковлевич            | 1915-1999  | Участник ВОВ, работник швейной фабрики, заслуженный рационализатор УССР                              | 22.09.1999       |
| Водвуденко, Дианала Петровна        | 1931-2010  | Директор дворца пионеров                                                                             | 22.09.1999       |
| Фесюк, Александр Артемиевич         | 1914-2001  | Участник ВОВ, художник, поэт                                                                         | 22.09.1999       |
| Шульгин, Гавриил Юрьевич            | 1917-2005  | Участник ВОВ, композитор, преподаватель училища культуры                                             | 22.09.1999       |
| Глухов, Василий Павлович            | 1928-2014  | Глава горисполкома (1971-77)                                                                         | 22.09.1999       |
| Шевченко, Любовь Арионовна          | 1938-1999  | Директор швейной фабрики (1983—1999)                                                                 |                  |
| Олексенко, Олег Иванович            | 1963-2002  | Директор маслоэкстракционного завода, Народный депутат Украины                                       | 24.09.2002       |
| Тимошенко, Владимир Петрович        | 1935-1992  | Директор заводов «Автоцветлит» и моторного, лауреат госпремии УССР                                   | 24.09.2002       |
| Гиль, Наталья Фёдоровна             | 1923-2013  | Заведующая горздравотделом, главный санитарный врач Мелитополя                                       | 29.08.2003       |
| Коваль, Анатолий Семёнович          | род. 1937  | Зам. директора завода им. Воровского, зав. отделом предприятия «Мелитопольгаз»                       | 29.08.2003       |
| Захари, Иван Николаевич             | 1924-2012  | Участник ВОВ, директор завода «Бытмаш»                                                               | 22.09.2006       |
| Савёлов, Анатолий Борисович         | род. 1940  | Директор гидроагрегатного завода, проректор университета «Украина»                                   | 22.09.2006       |
| Крючков, Борис Алексеевич           | род. 1935  | Глава горисполкома (1983—1990)                                                                       | 22.09.2006       |
| Орлов, Эммануил Лазаревич           | 1936-2013  | Врач-кардиолог, зав. кардиологическим отделением горбольницы № 2                                     | 22.09.2006       |
| Чабанова, Юлия Михайловна           | род. 1936  | Преподаватель училища культуры                                                                       | 29.08.2007       |
| Резник, Владимир Иванович           | род. 1946  | Главный санитарный врач Мелитополя, краевед                                                          | 29.08.2007       |
| Горский, Михаил Павлович            | 1924-2009  | Завуч Дворца пионеров, глава городского педагогического общества                                     | 29.09.2008       |
| Павлюченко, Александр Григорьевич   | род. 1935  | Директор завода им. Воровского                                                                       | 29.09.2008       |
| Кушнарёв, Артур Сергеевич           | 1935-2017  | Зав. кафедрой ТГАТУ, доктор технических наук, профессор, член-корреспондент УААН                     | 28.10.2005       |
| Серый, Игорь Сергеевич              | 1930-2023  | Ректор Мелитопольского института механизации сельского хозяйства (1971—1986), профессор              | 22.09.1999       |
| Клеймёнов, Пётр Павлович            | род. 1922  | Участник ВОВ, начальник горотдела милиции                                                            | 28.08.2009       |
| Дядченко, Лидия Васильевна          | род. 1940  | Замдиректора Дворца пионеров, директор МАН                                                           | 28.08.2009       |
| Идрисова, Миневера                  | род. 1937  | Первый секретарь горотдела комсомола, преподавательучилища культуры                                  | 28.08.2009       |
| Табачник, Ян Петрович               | род. 1945  | Аккордеонист, Народный депутат Украины                                                               | 28.08.2009       |
| Сычёв, Виктор Александрович         | 1947-2006  | Народный депутат Украины, городской голова Мелитополя                                                | 27.08.2010       |
| Сычёв, Дмитрий Викторович           | 1972-2010  | Городской голова Мелитополя                                                                          | 27.08.2010       |
| Шишманова, Екатерина Пантелеевна    | род. 1943  | | 27.08.2010       |
| Алафинова, Анастасия Сергеевна      | род. 1942  | Начальник «Мелитопольгаза»                                                                           | 27.08.2010       |
| Пономаренко, Владимир Александрович | род. 1933  | Исследователь в области авиационной и космической медицины                                           | 30.09.2010       |
| Гончаренко, Олег Николаевич         | род. 1959  | Поэт, прозаик, публицист, переводчик, краевед, общественный деятель                                  | 12.08.2019       |
| Ялпачик, София Гелиевна             | род. 1937  | Педагог, общественный деятель, член правления караимского национально-культурного общества «Джамаат» | 12.08.2019       |